# Kenger, Kula
Kenger là một xã thuộc huyện Kula, tỉnh Manisa, Thổ Nhĩ Kỳ. Dân số thời điểm năm 2011 là 221 người.